# Traitement électronique des données
Le traitement électronique des données (en anglais : Electronic data processing, EDP) peut faire référence à l'utilisation de méthodes automatisées pour traiter des données commerciales. En règle générale, il utilise des processus répétitifs relativement simples pour traiter de grands volumes d'informations similaires. Par exemple: la mises à jour de stock appliquées à un inventaire, les transactions bancaires appliquées aux fichiers maîtres des comptes et des clients, les transactions de réservation et de billetterie au système de réservation d'une compagnie aérienne, la facturation des services publics. Le modificateur "électronique" ou "automatique" a été accolé à " traitement des données " (DP), notamment vers 1960, pour distinguer le traitement des données humaines de bureau de celui effectué par ordinateur,.

## Histoire

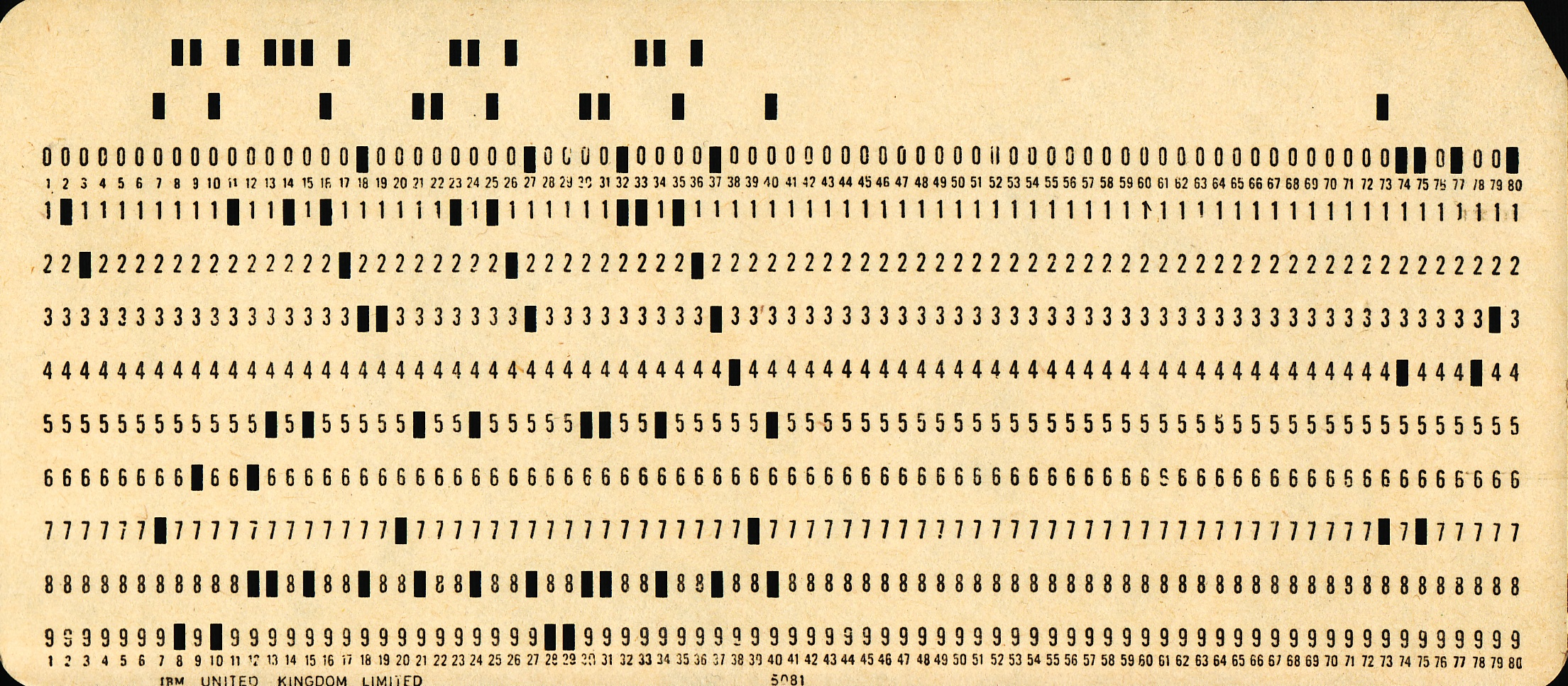
Une carte perforée du milieu du XXe siècle.

Herman Hollerith, alors au bureau américain du recensement, conçut fin XIXe siècle une système de tabulation qui comprenait des cartes (carte Hollerith, plus tard carte perforée ), un poinçon pour les trous représentant des données, un tabulateur et un trieur, Le système fut testé dans le calcul des statistiques de mortalité pour la ville de Baltimore. Dans le premier traitement électronique des données commerciales, des machines Hollerith furent utilisées pour compiler les données accumulées lors du recensement de la population américain de 1890. La société Hollerith's Tabulating Machine fusionna avec deux autres sociétés pour former la Computing-Tabulating-Recording Company, rebaptisée plus tard IBM. L'activité des cartes perforées et des tabulatrices est restée au cœur du traitement électronique des données jusqu'à l'avènement de l'informatique électronique dans les années 1950 (qui reposait alors encore sur des cartes perforées pour stocker des informations).

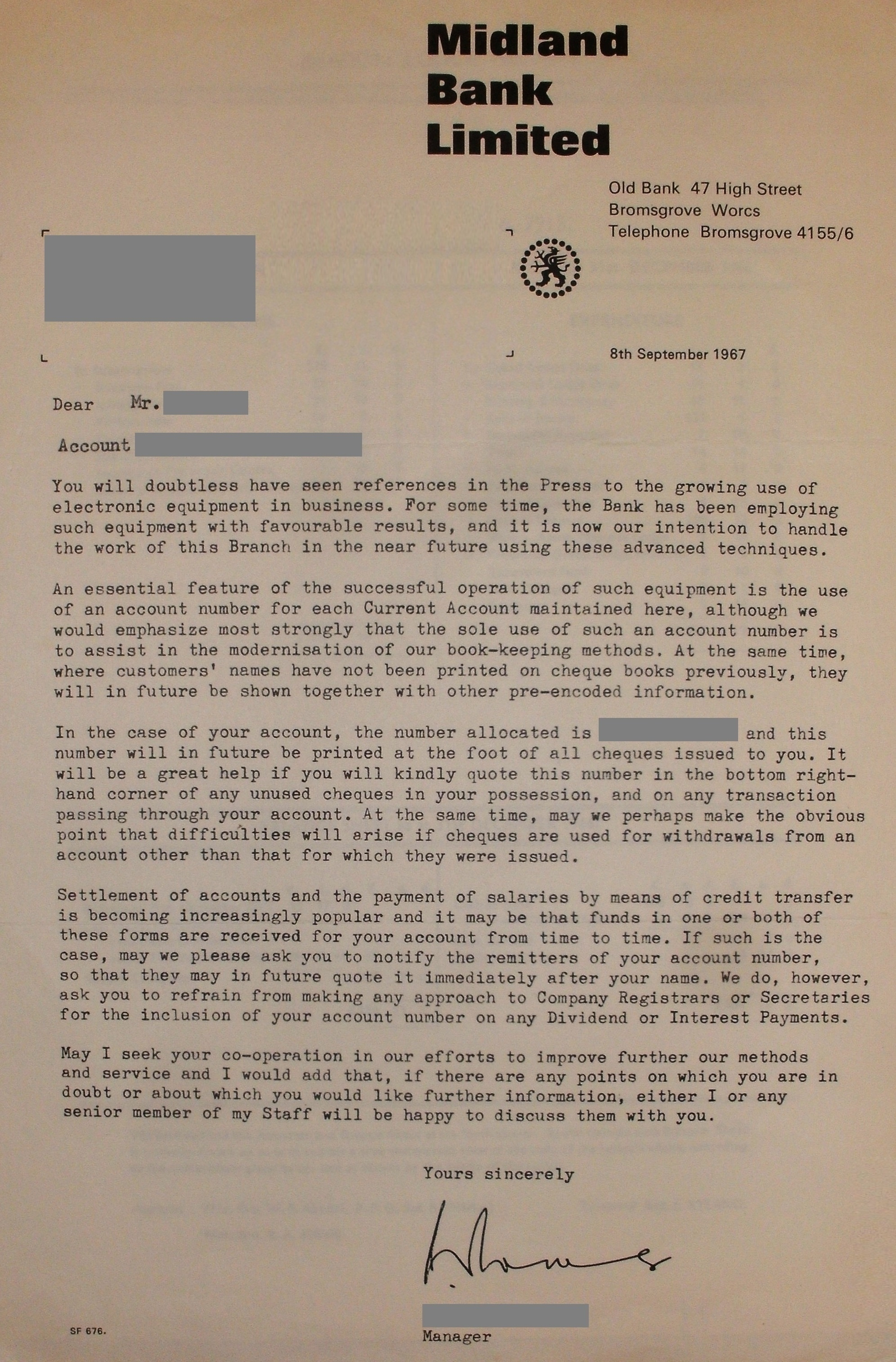
Lettre de 1967 de la Midland Bank à un client, sur l'introduction du traitement électronique des données.

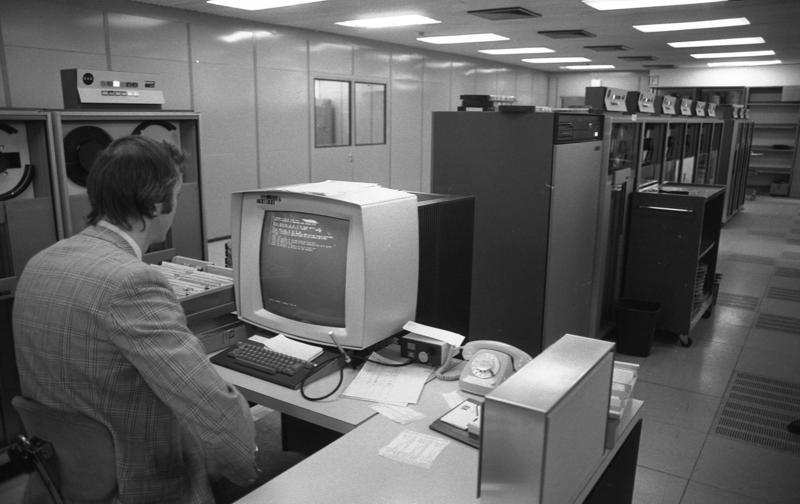
Traitement électronique des données dans l'usine Volkswagen de Wolfsburg, 1973.

Le premier ordinateur commercial fut développé au Royaume-Uni en 1951 par l'organisation de restauration J. Lyons and Co. . Il s'appelait le « Lyons Electronic Office » - ou LEO en abrégé. Il fut développé et largement utilisé dans les années 1960 et au début des années 1970 (Lyons forma une société distincte pour développer les ordinateurs LEO, qui ensuite fusionna pour former English Electric Leo Marconi, puis International Computers Limited) . À la fin des années 1950, les fabricants de cartes perforées, Hollerith, Powers-Samas, IBM et d'autres, commercialisaient également une gamme d'ordinateurs. Les premiers systèmes commerciaux étaient installés exclusivement par de grandes organisations. Celles-ci pourraient se permettre d'investir le temps et les capitaux nécessaires pour acheter du matériel, embaucher du personnel spécialisé pour développer des logiciels sur mesure et faire face aux changements organisationnels et culturels qui en résultent (et souvent inattendus).
Au début, les organisations individuelles développèrent elles-mêmes leur propre logiciel, compris des utilitaires de gestion de données. Différents produits pouvaient également avoir un logiciel sur mesure «unique». Cette approche fragmentée a conduit à une duplication des efforts et à la production d'informations de gestion nécessitant un effort manuel.
Les coûts matériels élevés et les vitesses de traitement relativement lentes ont obligé les développeurs à utiliser les ressources « efficacement ». Les formats de stockage de données furent fortement compactés, par exemple. Un exemple courant fut la suppression du siècle des dates, qui finalement conduisit au « bogue du millénaire ».
La saisie des données nécessitait un traitement intermédiaire via une bande de papier perforée ou une carte perforée et une entrée séparée pour une tâche répétitive et laborieuse, retirée du contrôle de l'utilisateur et sujette à des erreurs. Des données non valides ou incorrectes nécessitaient une correction et une nouvelle soumission avec des conséquences pour les données et le rapprochement des comptes.
Le stockage des données était strictement en série sur bande papier, puis plus tard sur bande magnétique : l'utilisation du stockage de données dans une mémoire facilement accessible n'était pas rentable jusqu'à ce que les disques durs soient inventés pour la première fois et commencèrent à être distribués en 1957 (Histoire des lecteurs de disques magnétiques IBM (en)). Des développements importants eurent lieu en 1959 avec IBM annonçant l'ordinateur 1401 et en 1962 avec ICT (International Computers & Tabulators) livrantde l'ICT 1301. Comme toutes les machines pendant cette période, le processeur ainsi que les périphériques - lecteurs de bandes magnétiques, lecteurs de disques, tambours, imprimantes et entrée et sortie de bandes de cartes et de papier nécessitaient un espace considérable dans des logements climatisés spécialement construits. Souvent, des parties de l'installation de cartes perforées, en particulier des trieurs, étaient conservées pour présenter l'entrée de la carte à l'ordinateur sous une forme de pré-tri qui réduisait le temps de traitement impliqué dans le tri de grandes quantités de données.
Les installations de traitement des données sont devenues disponibles pour les petites organisations sous la forme de computer services bureau. Celles-ci offraient le traitement d'applications spécifiques, par exemple la paie, et étaient souvent un prélude à l'achat des ordinateurs personnels des clients. Les organisations ont utilisé ces installations pour tester des programmes en attendant l'arrivée de leur propre machine.
Ces premières machines furent livrées aux clients avec des logiciels limités. Le personnel de conception fut divisé en deux groupes. Les analystes de systèmes produisirent une spécification des systèmes et les programmeurs la tradusirent en langage machine.
La littérature sur les ordinateurs et l'informatique était rare en raison des articles parus dans les publications comptables et du matériel fourni par les fabricants d'équipement. Le premier numéro du Computer Journal publié par la British Computer Society parut au milieu de 1958. Le UK Accountancy Body, désormais dénommé The Association of Chartered Certified Accountants, forma un comité de traitement électronique des données en juillet 1958 dans le but d'informer ses membres des opportunités créées par l'ordinateur. Le Comité produisit sa première brochure en 1959, An Introduction to Electronic Computers. En 1958 également, l'Institute of Chartered Accountants in England and Wales produisit un document intitulé « Accounting by Electronic Methods ». Les notes indiquaient ce qui semblait autorisé et les implications possibles de l'utilisation d'un ordinateur.
Les organisations progressistes tentèrent d'aller au-delà du simple transfert de systèmes de l'équipement à cartes perforées et des machines comptables unitaires à l'ordinateur, à la production de comptes, à l'étape de la balance de vérification et aux systèmes d'information de gestion intégrés. De nouvelles procédures repensèrent la circulation du papier, modifièrent les structures organisationnelles, appelèrent à repenser la présentation de l'information à la direction et remirent en cause les principes de contrôle interne adoptés par les concepteurs de systèmes comptables. Mais la pleine réalisation de ces avantages dut attendre l'arrivée de la prochaine génération d'ordinateurs.

## Aujourd'hui
Comme pour les autres processus industriels, l'informatique commerciale est passée dans la plupart des cas d'une industrie artisanale à commande personnalisée où le produit était adapté au client, aux composants multi-usages pris dans le commerce pour trouver ce qui convient le mieux à toutes les situations. La production de masse considérablement réduisit les coûts et l'informatique devint disponible pour les plus petites structures.
LEO était un matériel conçu pour un seul client. Aujourd'hui, Intel Pentium et les puces compatibles sont standard et font partie d'autres composants qui sont combinés selon les besoins. Un changement individuel important a été la libération des ordinateurs et du stockage amovible des environnements protégés et filtrés à l'air. À plusieurs reprises, Microsoft et IBM furent suffisamment influents pour imposer une organisation au service informatique et les normalisations qui en ont résulté ont permis aux logiciels spécialisés de prospérer.
Les logiciels devinrent disponibles dans le commerce: outre des produits tels que Microsoft Office et IBM Lotus, il existe également des packages spécialisés pour la gestion de la paie et du personnel, la gestion des comptes et la gestion des clients, pour n'en nommer que quelques-uns. Ce sont des composants hautement spécialisés et complexes d'environnements plus vastes, mais ils reposent sur des conventions et des interfaces communes.
Le stockage des données devint également normalisé. Les bases de données relationnelles furent développées par différents fournisseurs aux formats et conventions communs. Les formats de fichiers courants pouvaient être partagés par de grands unités centrales et des ordinateurs personnels de bureau, ce qui permit une saisie et une validation en ligne et en temps réel.
En parallèle, le développement logiciel se fragmenta. Il existe encore des techniciens spécialisés, mais ceux-ci utilisent de plus en plus des méthodologies normalisées où les résultats sont prévisibles et accessibles. À l'autre bout de l'échelle, tout responsable de bureau peut se plonger dans des feuilles de calcul ou des bases de données et obtenir des résultats acceptables (mais il y a des risques, car beaucoup ne savent pas ce qu'est le test de logiciel). Un logiciel spécialisé est un logiciel écrit pour une tâche spécifique plutôt que pour un vaste domaine d'application. Ces programmes fournissent des installations spécifiquement aux fins pour lesquelles ils ont été conçus.